# 顾家骥
顾家骥（1928年—），中华人民共和国政治人物、外交官。
1987年，接替张瑞杰担任中华人民共和国驻埃塞俄比亚大使。1991年，由金森接任。